# Chris Hani
Chris Hani (Geburtsname Martin Thembisile Hani; * 28. Juni 1942 in Sabalele bei Cofimvaba, Transkei, Südafrika; † 10. April 1993 in Boksburg, Südafrika) war Generalsekretär der South African Communist Party (SACP), hochrangiges Mitglied des African National Congress (ANC) sowie Stabschef von dessen bewaffnetem Arm Umkhonto we Sizwe (MK).

## Leben
Hani wurde als Fünftes von sechs Kindern der Eheleute Nomayisi Merie (1918–2000) und Dalfane Gilbart (1910–1994) geboren. Sein Vater war als Wanderbauarbeiter tätig, der in Kapstadt arbeitete. Dort war er im ANC und als Vorsitzender der Langa Vigilantes Association aktiv. Wegen dieses Engagements verbannte man ihn 1962 von Kapstadt in die Transkei; er ersuchte jedoch in Lesotho um Asyl.
Für Chris Hani ergab sich bereits vor der Grundschulzeit eine vorteilhafte Lernsituation. Seine Tante, die als erstes Familienmitglied den Lehrerberuf ergriffen hatte und in Soweto (Zondi) tätig war, lehrte ihn zu lesen, zu schreiben und zu rechnen. Das verschaffte ihm eine vorteilhafte Startposition, über die die meisten seiner Mitschüler nicht verfügten. Sie übte mit ihm Verse und nach seiner eigenen Einschätzung „begann sich eine neue Welt zu öffnen, bevor er die Schule besuchte“.
Seine Grundschulzeit verbrachte er an verschiedenen Einrichtungen, zunächst in Zigudu und Sabalele. Während des Unterrichts an einer katholischen Schule entwickelte Hani ein lebendiges Interesse an Latein. Deshalb setzte man ihn im katholischen Gottesdienst mit ein. Im Alter von 12 Jahren äußerte er den Wunsch Priester zu werden. Dieses Ansinnen wurde von seinem Vater zurückgewiesen. Trotzdem war junge Hani von der Welt des Priestertums während seiner Zeit in der Missionsschule Zigudu stark beeindruckt geblieben, die bei ihm eine lebenslange Affinität zur Lateinischen Literatur erzeugt hatte. Der Vater schickte ihn auf die weiterführende und nichtchristliche Matanzima Secondary School in Cala (1954–1956). Das Interesse für Latein und Alte Geschichte in dieser Sprache lebte auch hier weiter.
Während seiner Schulzeit freundete er sich mit Thabo Mbeki an, dessen Vater Govan Mbeki ihm einige Aspekte des Marxismus-Leninismus nahe brachte. Einfluss auf das Denken von Chris Hani nahm auch sein in Stellenbosch (Kayamandi Location) lebender Onkel Milton Hani. Dieser war Mitglied der Kommunistischen Partei Südafrika (CPSA). Als 1954 einige seiner ehemaligen Lehrer wegen ihres Engagements im Unity Movement ihre Anstellungen verloren, schärfte diese Wahrnehmung Chris Hanis Denken und er erkannte die Situation schwarzer Menschen in seinem Land dadurch klarer.
1958 erwarb er den schulischen Abschluss Cape Senior Certificate am Lovedale Missionary Institute in Alice. Er studierte 1959 bis 1961 an der Universität Fort Hare und erwarb 1962 einen Bachelor-of-Arts-Abschluss in Latein und Englisch von der Rhodes University, da Fort Hare den Verlust seiner Eigenständigkeit hinnehmen musste. Während dieses Studiums besuchte Hani Vorlesungen in Englisch, Latein, römisch-holländisches Recht, Philosophie, Verwaltungsrecht und -praxis sowie Grundlagen des Strafrechts. Für sein Studium hatte er, wie viele andere auch, ein Stipendium erhalten. Danach zog er nach Kapstadt, wo er in der Anwaltskanzlei Schaeffer & Schaeffer als Referendar arbeitete, ohne diese Ausbildung zu beenden.
1957 war Hani der ANC Youth League beigetreten, 1961 der gebannten SACP. Den Namen „Chris“, eigentlich der Vorname seines verstorbenen Bruders, nahm er als Kampfnamen an. 1963 wurde er Mitglied des MK, wo er in der westlichen Kapprovinz dem führenden Committee of Seven angehörte. Bei einer Straßensperre der Polizei wurden bei ihm Flugblätter gefunden, so dass er unter dem Suppression of Communism Act angeklagt wurde. Während er auf Kaution freigelassen worden war, nahm er illegal an einer ANC-Konferenz im botswanischen Lobatse teil. Er kehrte nach Südafrika zurück, wurde erneut verhaftet und zu 18 Monaten Gefängnis verurteilt. Erneut konnte er untertauchen und lebte im Untergrund in Johannesburg und Kapstadt.
Schließlich verließ er Südafrika. In der Sowjetunion wurde er militärisch ausgebildet; anschließend nahm er auf der Seite von Joshua Nkomos Zimbabwe People’s Revolutionary Army (ZIPRA) am „Buschkrieg“ in Rhodesien teil. 1967 floh er nach Botswana, wo er wegen illegalen Waffenbesitzes zu zwei Jahren Gefängnis verurteilt wurde. Ende 1968 gelangte er erneut zur ZIPRA und lebte in verschiedenen afrikanischen Ländern. 1974 kehrte er nach Südafrika zurück, um die illegalen Strukturen in der Kapregion zu stärken. Fortan war er Mitglied des National Executive Committee des African National Congress. Wenige Monate später gelangte er nach Lesotho, wo er sieben Jahre lebte und Operationen des MK in Südafrika organisierte.
Bis 1982 wurden mehrere Attentate auf ihn verübt, und Südafrika übte Druck auf die Regierung Lesothos aus, ihn und andere Oppositionelle auszuweisen. 1982 floh er in das sambische Lusaka, wo er zum Mitglied des nationalen Exekutivkomitees des ANC gewählt wurde. 1983 wurde er zum „Politkommissar“ des MK ernannt. Dort bildete er Kämpfer gegen das Apartheidregime aus. Hani spielte eine Schlüsselrolle in der Niederschlagung einer Revolte von ANC-Dissidenten, die in angolanischen Internierungslagern festgehalten wurden. Er stritt jedoch eine Beteiligung an Folter und Morden ab. 1987 wurde er Chief of Staff (Stabschef) des MK.
1990 konnte er nach Südafrika zurückkehren. Er wurde im Dezember 1991 als Nachfolger des erkrankten Joe Slovo Generalsekretär der SACP und leitete bis 1992 weiterhin den MK. Als sich in den frühen 1990er-Jahren das Ende der Apartheid abzeichnete, war er im African National Congress nach Nelson Mandela eine der beliebtesten Führungsfiguren. Hani hatte einen guten Draht zu den Massen in den Townships und den radikalen Schwarzen; ihm wurde zugetraut, ihnen die in den laufenden Verhandlungen zwischen der Regierung und dem ANC zu erreichenden Kompromisse „vermitteln“ zu können.
Während der Verhandlungen zwischen ANC und dem Apartheid-Regime über eine friedliche Machtübernahme in Südafrika sah Hani frühzeitig die Gefahr, dass sich der ANC, einmal an die Macht gelangt, zu einer neuen „Elite“ entwickeln könnte, die mehr den eigenen Interessen, als denen des Landes dienen würde. Eine später viel zitierte Äußerung Hanis lautete:

“What I fear is that the liberators emerge as elitists who drive around in Mercedes Benzes and use the resources of this country to live in palaces and gather riches.”

„Was ich fürchte, ist, dass sich die Befreier zu Elitisten entwickeln werden, die in Mercedes-Benz-Limousinen herumfahren und die Ressourcen dieses Landes nutzen, um in Palästen zu leben und Reichtümer anzuhäufen.“

## Ermordung
Hani wurde im April 1993 von dem polnischen Einwanderer Janusz Waluś ermordet. Dahinter stand ein Komplott, dessen Drahtzieher der ehemalige Parlamentsabgeordnete Clive Derby-Lewis von der Konserwatiewe Party war. Ziel war es, den Verhandlungsprozess, der zur Beendigung der Apartheid führen sollte, zu zerstören. Tatsächlich brachte Hanis Ermordung Südafrika an den Rand eines Bürgerkriegs. Es war vor allem Mandelas rhetorisches Geschick, das Schlimmeres verhinderte. Ihm wurde die Gelegenheit zu einer Fernsehansprache gegeben:

“Tonight I am reaching out to every single South African, black and white […]. A white man, full of prejudice and hate, came to our country and committed a deed so foul that our whole nation now teeters on the brink of disaster. A white woman, of Afrikaner origin, risked her life so that we may know, and bring to justice, this assassin. The cold-blooded murder of Chris Hani has sent shock waves throughout the country and the world. […] Now is the time for all South Africans to stand together against those who, from any quarter, wish to destroy what Chris Hani gave his life for – the freedom of all of us.”

„Heute wende ich mich an jeden einzelnen Südafrikaner, egal ob schwarz oder weiß […] Ein weißer Mann, voller Hass und Vorurteile, kam in unser Land und verübte eine so schlimme Tat, dass unsere ganze Nation jetzt am Rand eines Abgrunds steht. Eine weiße Frau, burischer Herkunft, riskierte ihr Leben, indem sie mit ihrem Hinweis an die Polizei die Ergreifung des Täters ermöglichte. Der kaltblütige Mord an Chris Hani hat Schockwellen durch das Land und die Welt gesandt. […] Jetzt ist der Zeitpunkt für alle Südafrikaner, zusammen gegen diejenigen zu stehen, die, egal aus welcher Richtung, zerstören wollen, wofür Chris Hani sein Leben gab – unser aller Freiheit.“

Waluś und Derby-Lewis verbüßten wegen des Mordes eine lebenslange Haftstrafe. Derby-Lewis wurde 2015 aus gesundheitlichen Gründen eine Strafaussetzung gewährt; er starb gut ein Jahr später. Waluś erhielt nach mehreren gescheiterten Begnadigungsgesuchen im November 2022 eine Freilassung auf Bewährung, die spätestens bis zum 1. Dezember 2022 vollstreckt werden muss. Nur wenige Tage vor seiner Freilassung versuchte ein anderer Häftling, ihn zu erstechen, Waluś überlebte jedoch.

## Persönliches
Hani war mit der Journalistin und Antiapartheidaktivistin Limpho Hani verheiratet. In der Familie lebten drei Töchter: Neo (* 1973), Nomakhwezi (1978–2001) und Lindiwe (* 1981). Nomakhwezi Hani starb in Folge einer Asthmaerkrankung.
Nach anderen Angaben soll auch Cleopatra Thunyiswa Hani als die älteste Tochter zu seinen Kindern gehören. Eine solche Verwandtschaft wurde jedoch im Jahre 2015 von seiner Witwe wegen anderslautender, öffentlich zirkulierender Mutmaßungen und nach ihren eigenen Recherchen bestritten, ebenso für eine vermeintliche Vanessa Hani. Es bleibt jedoch die Möglichkeit, dass es Kinder aus vorehelichen Beziehungen gibt, beispielsweise mit der jung verstorbenen Judy Thunyiswa.
Chris Hani mochte Jogging. In seiner Freizeit las er Englische Literatur, griechische Mythologie und Alte Geschichte.

## Ehrungen

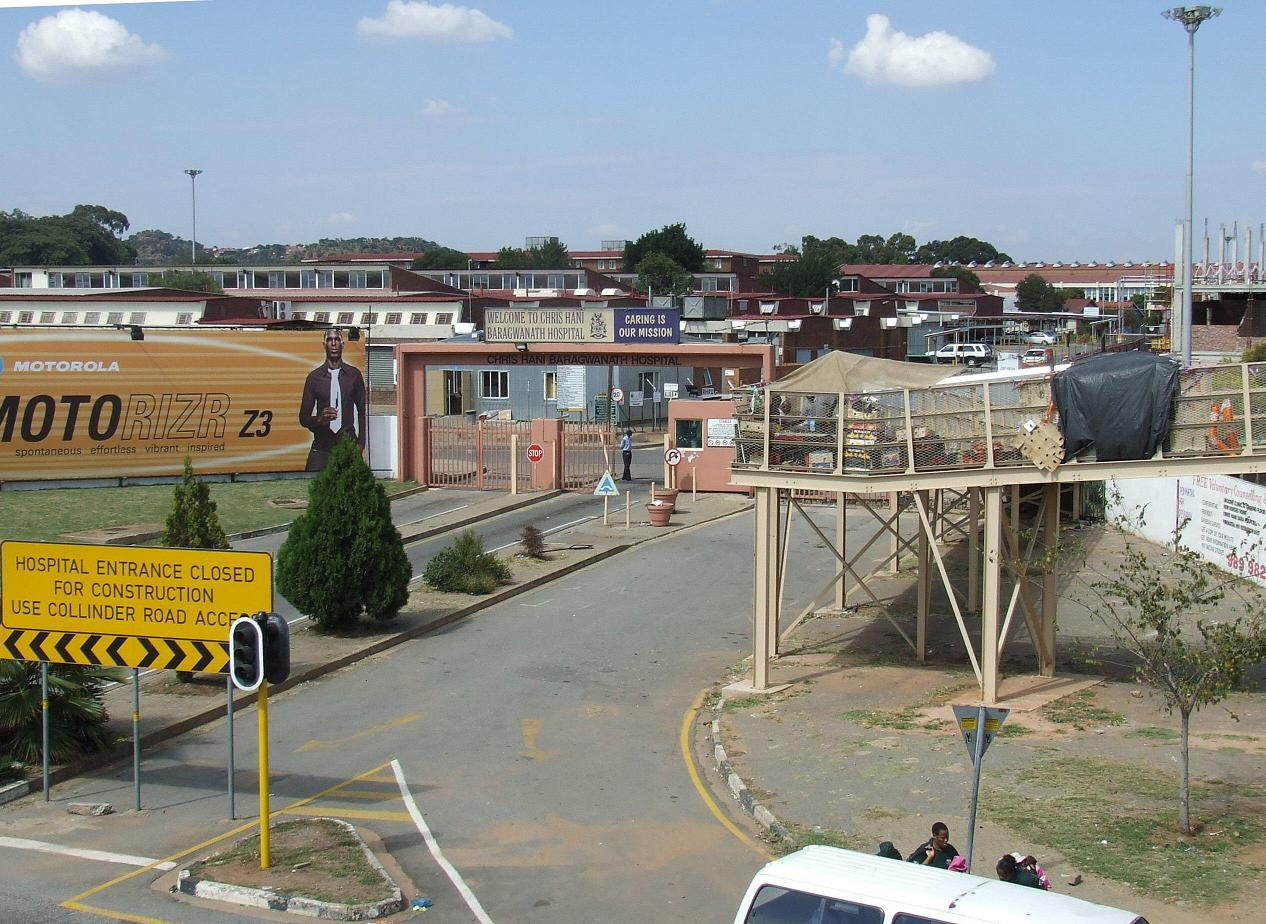
Eingangsbereich des Chris Hani Baragwanath Hospital in Soweto

- Nach Hani wurde 1997 das Chris Hani Baragwanath Hospital in Soweto benannt, das als größtes Krankenhaus der Südhalbkugel gilt.
- Der Distrikt Chris Hani im Ostkap nach ihm benannt, ebenso die Thembisile Hani Local Municipality in der Provinz Mpumalanga.
- Im Jahr 2008 würdigte der ANC sein Engagement postum mit der Auszeichnung Isitwalandwe.
- Komponist Bongani Ndodana-Breen komponierte im Auftrag der Cape Town Opera und der University of Cape Town (Opera School) mit dem Gordon Institute for Performing and Creative Arts die Kurzoper Hani. Das Libretto schrieb Mfundi Vundla, Premiere hatte die Oper am 21. November 2010 im Baxter Theatre mit dem Cape Town Philharmonic Orchestra durch die Unterstützung der Mellon-Stiftung.[22]
- Jacques Derrida widmete ihm seinen Vortrag, der als Spectres de Marx (Marx' Gespenster) 1993 (dt. 1995) publiziert wurde.